# Gäddträsket (Byske socken, Västerbotten)
Gäddträsket är en sjö i Skellefteå kommun i Västerbotten och ingår i Byskeälven-Kågeälvens kustområde. Sjön har en area på 0,255 kvadratkilometer och ligger 153,1 meter över havet.

## Delavrinningsområde
Gäddträsket ingår i det delavrinningsområde (721885-173943) som SMHI kallar för Inloppet i Stormarksselet. Medelhöjden är 136 meter över havet och ytan är 40,52 kvadratkilometer. Det finns inga avrinningsområden uppströms utan avrinningsområdet är högsta punkten. Selsbäcken som avvattnar avrinningsområdet har biflödesordning 2, vilket innebär att vattnet flödar genom totalt 2 vattendrag innan det når havet efter 14 kilometer. Avrinningsområdet består mestadels av skog (69 procent) och sankmarker (16 procent). Avrinningsområdet har 0,51 kvadratkilometer vattenytor vilket ger det en sjöprocent på 1,3 procent.